# Tanymastix stellae
Tanymastix stellae är en kräftdjursart som beskrevs av Cottarelli 1967. Tanymastix stellae ingår i släktet Tanymastix och familjen Tanymastigiidae. Inga underarter finns listade i Catalogue of Life.